# Menhir de Kerallain
Le menhir de Kerallain est situé à Plouguernével dans le département français des Côtes-d'Armor.

## Description
Le menhir, en granit local, a été dressé à mi-coteau sur le versant sud-ouest. Il mesure 5,30 m de hauteur pour 2,40 m de largeur et 1,80 m d'épaisseur. Il a été christianisé en le surmontant d'une croix.
Le 20 février 1896 une croix est solennellement placée sur le menhir de Plouguernével, le clergé précisant même que quarante jours d'indulgences sont assurés à ceux qui récitent un Pater et un Ave devant ce monument.